# Уейк (окръг, Северна Каролина)
Окръг Уейк (на английски: Wake County) е окръг в щата Северна Каролина, Съединени американски щати. Площта му е 2220 km², а населението – 1 046 791 души (2016). Административен център е град Роли.